# Жан Кузен
Жан Кузен (фр. Jean Cousin; близько 1490 / 1500, Сусі — близько 1560, Париж) — французький живописець, скульптор, гравер і різьбяр по дереву.

## Біографія
Жан Кузен народився близько 1500 року в бідній родині. Розпочав скромну кар'єру землевпорядника в Сенсі. Відомо, що з 1530 році працював над створенням вітражів у соборі Сен-Етьєн Сенс в церкві Сен-П'єр-ле-Рон, у церкві Сен-Ромен, у церкві Кордельєр де Сенс, у церкві Сен-Флорентина у Сен-Флорентині (Іонна) та Нотр-Дам де Вілньов-сюр-Іон. Він покинув своє рідне місто близько 1538 року і поїхав до Парижа, де працював з ткачами (виконував гобелени для Сент-Женевіє-дю-Мон у 1541 році, які з тих пір зникли, і гобелени Сен Маммес у 1543 р. Для кардинала Гіврі, включаючи три збережені елементи, що збереглися в соборі Лангрес та музеї Лувра).
Кузен також працював для скловиробників і виконував коробки вітражів каплиці лікарні Голдсмітів, Голгофу для церкви Якобін у Парижі, різні вітражі для церкви Сен-Жерве (Le Jugement de Salomon, Le мучеництво Сен-Лорана, самарянин, що розмовляв з Христом, і зцілення паралітика), церква Морета, церкви Сен-Патріса і Сен-Годар в Руані. Після смерті першої дружини у 1537 році він одружився з Крістіною Ніколь Руссо, другою дочкою Любіна Руссо, дочка якого Марі вийшла заміж за Етьєна Був'єра II. У 1558 році художник завершив свою «Книгу перспектив», опубліковану в 1560 році, незадовго до смерті. Художник помер у Парижі близько 1560 року. Його син, Жан Кузен Молодший, також відомий художник і автор відомої книги «Керівництво з портретного живопису», навчався у батька майстерності художника, виявив великий талант і швидко досяг рівня батька. Роботи батька і сина іноді не можуть розрізнити навіть фахівці.

## Творчість
Стиль Кузена сформувався під впливом живопису Тиціана та гравюр з Півночі. Художника також надихнули Леонардо да Вінчі та Альбрехт Дюрер у композиції, фізіономії та світлі. Мистецтвознавці вважають, що творчість художника також зазнала впливу школи Фонтенбло (Россо Фіорентіно та Ле Приматице), з якими іноді асоціюють його творчість.

### Живопис
Спочатку Жан Кузен займався живописом на склі і прикрасив вітражами вікна Санського собору, хору в церкві святого Гервасія, в Парижі й церкві Богородиці у Вільнева-сюр-Іонне. Ці та деякі інші роботи, які приписують Кузену, не позбавлені благородства стилю і показують розвинену техніку автора. З його небагатьох достовірних картин, написаних олійними фарбами, особливо відома картина «Страшний Суд» написана під нідерландським впливом (знаходиться в Луврі й Парижі). Картина з теплим колоритом, ретельно виписана, але має строкату, заплутану композицію.     

### Скульптура
Скульптурні твори Кузена (кілька портретних фігур для надгробних пам'ятників і барельєфів) неоднаково цінні, що можна стверджувати і про його гравюри. Ці робота виконані в основному іншими художниками  за його малюнками. 

### Трактати художника
У 1560 році він видав трактат про перспективу і в 1571 році — твір про пропорції людського тіла і про способи його зображення в різних положеннях і ракурсах.  